# Can Mas Romeu
Can Mas Romeu és una masia de Vilanova de Sau (Osona) inclosa a l'Inventari del Patrimoni Arquitectònic de Catalunya.

## Descripció
Masia de planta quadrada coberta a dues vessants, la dreta més prolongada que l'esquerre, amb el carener perpendicular a la façana, la qual es troba orientada a migdia. Presenta un portal rectangular amb llinda de fusta, a la part dreta s'hi obre un gran portal. A ponent hi ha un portal i finestres a la planta i un porxo a nivell del primer. A llevant, a l'extrem NE, una finestra emmarcada per carreus i protegida per dues reixes de llangardaix (un dels quals és autèntic). A la banda de tramuntana només hi ha una finestreta. És construïda amb gres i granit vermell, unit amb morter de calç. Ha estat restaurada respectant la tipologia i es troba en bon estat de conservació.

## Història
Mas situat dins de la demarcació de l'antiga parròquia de Vilanova de Sau i dins el terme civil de Sau. En els fogatges d'aquesta parròquia hi observen un creixement notable al llarg dels segles xviii i xix. Si al segle xvi comptava amb dos masos, al segle xviii ascendia a uns 82 i a les darreries del s,. XIX arribava a tenir-ne un total de 101 masos. Apareix en el nomenclàtor de 1982 com "Masia Casa Labranza".